# Ansegiso di Fontenelle
Ansegiso di Fontenelle (Lione, 770 circa – Saint-Wandrille-Rançon, 20 luglio 833 o 834) è stato un abate franco, riformatore di più abbazie. È venerato come santo dalla Chiesa cattolica.

## Biografia
Era nipote di Gerboldo di Évreux, già vescovo di Évreux e poi abate di Saint-Wandrille de Fontenelle.
Iniziò la sua carriera nel 788 come monaco dell'abbazia di Saint-Wandrille de Fontenelle, ove ricevette la tonsura dallo zio Gerboldo, che lo condusse poi alla corte di Carlomagno, ove egli sovrintendeva ai lavori di corte. Gli fu presto dato il compito di riformare i monasteri di San Sisto vicino a Reims e San Memio nella diocesi di Châlons, compito in cui ebbe successo. Carlo Magno poi lo nominò abate di Saint-Germer-de-Fly e al tempo stesso supervisore delle opere reali sotto la direzione generale dell'abate Eginardo. Questo era il tempo in cui c'era forte corruzione all'interno delle diocesi.
Nell'817 Ludovico il Pio lo fece abate della celebre abbazia di Luxeuil, fondata da Colombano di Bobbio nel 590. Infine, dopo aver riformato anche Luxeuil, nell'823, alla dimissione di Eginardo, divenne abate di Fontenelle, dove aveva iniziato la sua vita monastica.
Fu incaricato di elaborare una serie di capitolari, documenti di diritto civile ed ecclesiastico, i Libri IV Capitularium o Liber legiloquus, redatti tra l'826 e l'827, che raccoglievano i capitolari di Carlo Magno e quelli di Ludovico il Pio in questo modo:
- I libro: capitolari ecclesiastici di Carlo Magno
- II libro: capitolari ecclesiastici di Ludovico il Pio
- III libro: capitolari civili di Carlo Magno
- IV libro: capitolari civili di Ludovico il Pio.

La sua memoria liturgica ricorre il 20 luglio.